# Abraham de Balmes
Pour les articles homonymes, voir Balmes.
Abraham de Balmes est un rabbin, médecin, traducteur et grammairien italien des XVe et XVIe siècles (Lecce, c. 1440 - Venise, 1523).
Homme de la Renaissance, il est l'un des passeurs de la science judéo-arabe dans le monde chrétien.

## Éléments biographiques
Abraham ben Meïr de Balmes naît à Lecce, dans le royaume de Naples, fils du rabin Meyr. Son grand-père, également nommé Abraham, fut médecin au service du roi de Naples Ferdinand Ier. La vie d'Abraham de Balmes est peu connue mais on sait qu'il obtint en 1492 un doctorat en médecine et en philosophie à l'université de Naples. Après 1510 et l'expulsion des juifs du royaume de Naples par les Espagnols, il quitte Lecce pour Venise. On sait par ses ouvrages qu'il officie, peu avant son décès, comme médecin ordinaire du cardinal Domenico Grimani à Padoue. Il est très probable qu'il ait enseigné la médecine à l'université de Padoue.
Il acquiert un grand renom dans le monde chrétien, tant par ses traductions latines d'ouvrages en hébreu et en arabe ainsi que par ses conférences philosophiques. Il est particulièrement réputé pour ses traductions de traités aristotéliciens d'Averroès. Son œuvre la plus célèbre est le Miqnēh-Abrāim, une grammaire hébraïque qu'il traduisit également en latin et qu'il rédigea sous l'influence de l'imprimeur vénitien Daniel Bomberg, qui la publia à Venise en 1523, après la mort de de Balmes. Entre Padoue et Venise, de Balmes se fait également de nombreux disciples parmi les chrétiens dont, selon Heinrich Graetz, le même Bomberg, auquel il aurait appris l'hébreu. À sa mort, à Padoue ou à Venise, nombre d'hommages lui sont rendus par ses élèves et par les autorités publiques.

## Œuvres

### Traductions
Abraham de Balmes a réalisé de nombreuses traductions en latin d'ouvrages philosophiques, en particulier ceux d'Aristote et d'Averroès.
Ses traductions les plus connues sont celles qu'il a dédiées au cardinal Grimani :
- Liber de Mundo, traduction d'un ouvrage d'astronomie en arabe d'Ibn al-Haytham qui avait été traduit en hébreu par Jacob ben Makhir ibn Tibbon en 1372
- Epistolæ Expeditionis, traduction de la traduction hébraïque de la Lettre d'Adieu du philosophe arabe Ibn Badja.

Ces traductions sont conservées en manuscrit à la Bibliothèque du Vatican (MS. Vat. no 3897). La dédicace a été publiée dans la Revue des Études Juives (vol. v. p. 145).

### Mikne Avraham
Il est aussi l'auteur d'un manuel de grammaire d'hébreu biblique paru peu après sa mort. Le livre, intitulé Mikne Avraham (« Troupeau d'Abraham ») et Peculium Abrae dans sa version latine (réalisée, à l'exception du dernier chapitre, par l'auteur lui-même), comprend 626 pages où version hébraïque et latine se font face. Il est divisé en huit chapitres : 
- le premier chapitre, qui sert d'introduction, définit la grammaire et ses éléments, que l'auteur classe en simples (« lettres », c'est-à-dire consonnes, et « voyelles », c'est-à-dire signes de vocalisation) et en composés (syllabes, mots, etc.) ; les éléments simples sont traités dans les deux chapitres suivants, les éléments composés font l'objet du reste du livre ;
- le second chapitre traite des consonnes, leur nombre, leur nom, les formes écrites, les points d'articulation, leur classification (lettres-racines et lettres serviles, permutations et compensations, similitudes et différences, etc.) ;
- le troisième chapitre traite des signes de vocalisation (nombre, formes, prononciation, etc.) ;
- le quatrième chapitre effectue la classification des parties du langage, en commençant par la grammaire du nom et la classification des noms leur signification et leur motif nominal ;
- le cinquième chapitre traite de conjugaison ;
- le sixième chapitre traite des particules ;
- le septième chapitre, intitulé Compositio et Regimen est la partie la plus originale du livre et la contribution la plus importante d'Abraham de Balmes à l'histoire de la grammaire hébraïque : il est le premier à traiter de la syntaxe hébraïque (pour laquelle il invente le terme de harkava, « composition »), utilisant pour ce faire les termes employés en grammaire latine.
- le huitième chapitre traite de phonologie, d'accent tonique et du maqaf. Un appendice sur la cantillation hébraïque a été ajouté par un autre traducteur, Kalonymus ben David.

Le livre, qui cite abondamment le Perah Shoshan de Moshe ibn Habib, est l'une des dernières tentatives de traiter la grammaire hébraïque selon des critères conceptuels et philosophiques, sur le modèle de Profiat Duran et en opposition avec celui de David Kimhi.
Il est le premier à confronter la science philologique judéo-arabe avec le système grammatical du latin, adaptant à la grammaire hébraïque le modèle de présentation tripartite phonologie-morphologie-syntaxe.
Son chapitre sur la syntaxe présente de façon systématique des thèmes qui avaient été abordés jusque-là de façon éparse comme l'usage des lettres faibles, l'accord pronominal, etc. Il aborde par ailleurs des sujets inexplorés avant lui comme la combinaison des noms avec les verbes, des noms avec les noms, l'accord du nom (sujet) et du verbe (prédicat), etc. Certains y voient donc l'œuvre de linguistique la plus importante depuis le Kitāb al-Lumaʿ de Yona ibn Jannah. 
Cependant, le livre a été peu étudié, du fait de sa trop grande complexité et de sa terminologie difficilement abordable, en dépit de la traduction latine qui figure en vis-à-vis. Son influence sur l'étude de l'hébreu par les chrétiens est donc bien moindre que celle de son contemporain Elia Levita.

## Sources
- Cet article contient des extraits de l'article « Abraham de Balmes ben Meir » par Henry Malter de la Jewish Encyclopedia de 1901–1906 dont le contenu se trouve dans le domaine public.